# カルダノ (ブロックチェーン)
カルダノ（英: Cardano）は、プルーフ・オブ・ステーク (PoS)ブロックチェーンネットワークであり、マルチアセット台帳および検証可能なスマートコントラクトを備えた分散化アプリケーションのためのプラットフォームである。プログラムの正しさの保証性に優れた構築手法を用いて構築されたカルダノは、実用性のあるアプリケーションに必要とされるスケーラビリティ・相互運用性・サステナビリティを実現することを目指している。
カルダノには専用通貨「ADA」（エイダ）があり、暗号資産として世界中の30以上の取引所にて取引されている。日本国内ではBITPOINT・GMOコインなどに上場している。
開発は主に下記の団体により進められている。
Intersect（Intersect MBO）
カルダノの開発・運用をコミュニティ主導とするために設立された団体。誰でも参加が可能であり、分散型の取り組みによってカルダノのエコシステムの成長を促す。
カルダノ財団（Cardano Foundation）
スイスに本拠を置く非営利団体であり、カルダノ関連技術の規格化やコミュニティのサポートを担っている。Intersectの登場まではカルダノの統括を担っていた。
IOG（旧名称：IOHK）
IT技術に関する研究開発を行う会社。Intersectの登場まではカルダノの開発の管理を担っていた。現在も主要な開発者の多くが所属している。
Emurgo
カルダノブロックチェーンを用いるスタートアップやベンチャー企業への投資や支援を行う。
創設者であるCharles Hoskinsonがかつて日本の大阪に在住していた際、日本の知人と共に「日本版イーサリアムを創る」という計画を立ち上げたことがプロジェクトの起源となっており、ビジョンが徐々に世界規模へと拡大されていったことで現在のカルダノのプロジェクトとなった。
プロジェクトの目的はユースケースを限定しない汎用プラットフォームであるが、かつては普及促進の一環としてオンラインカジノの開発を話す代理店もあったため、2022年現在も一部のオンラインメディアなどでは未だカジノプラットフォームとして紹介しているものもあり、カジノという言葉が一人歩きしている。

## 特徴

### 学術的に安全性が証明されたPoSアルゴリズム
カルダノのコンセンサスアルゴリズムはOuroboros（ウロボロス）と名付けられたプルーフ・オブ・ステーク (PoS)アルゴリズムであり、これはPoSプロトコルの中で初めて学術研究を基盤に構築された事例である。
ビットコインなどに代表されるプルーフ・オブ・ワーク (PoW)アルゴリズムでは、参加者がブロックを生成する権利を得るために電力・演算リソースを投資しその競争に勝つことで報酬を得ることができるが、プルーフ・オブ・ステーク (PoS)では演算リソースの代わりに参加者が保有する「ステーク」（トークン保有量）の大きさを利用して抽選により報酬が配布される。PoSではPoWに比べてほんのわずかな電力でネットワークを維持することができるが、堅牢性の確保のためにはより数学的な厳密さが求められる。Ouroborosは学会にて査読を受けた論文に基づいた設計を行うことで、学術的に安全性の証明されたPoSプロトコルの実装を実現している。
また現在、主だったPoWネットワークは高いハッシュレートを持つ一部のマイニングプールが権力を持つことが多く、これらがネットワークの行末を支配可能であるという深刻なリスクにさらされている。Ouroborosはゲーム理論の研究成果に基づく分散化を促進するプロトコル設計により権力の集中を回避している。
ステーキングにおいてはプロトコルに組み込まれた「ステークプール」と「委任」の要素によりトラストレス（不正が不可能）なシステムを実現している。保有者はステークプールに「ブロックを生成する権利」のみを預け、生成報酬の分配を得ることができる。生成権の委任をしても資産自体は送金されず保有者の手元に残るため、紛失や盗難の心配なくステーキングをすることができる。委任者はノードを稼働させる必要がないため、委任のトランザクションが承認されていれば資産をコールドウォレットに保管したままステーキングを行うことも可能である。分配もプロトコル側で処理されるため、運用者による持ち逃げのリスクはない。運用者が得るマージンもチェーン上に記録されているためにこれを偽ることができず、変更された場合も一定の期間の後に反映されるために「報酬が分配される寸前にマージンを引き上げる」といった行為も不可能となっている。ステークプールが攻撃を受けた場合やサーバのデータを紛失した場合、プールの運用者は資産を失うことがあるが、委任者は資産を失うことなく委任の解除や委任先の変更をすることができ、その時点までに得られていた報酬も手元に残る。

### ネイティブトークンを発行可能なマルチアセット台帳
カルダノによって発行可能な独自のトークンは、カルダノのネイティブトークンである。
従来のERC-20のようなトークンは送受信などがスマートコントラクトの動作によって実現されるため、ネイティブトークンよりもコスト（手数料）が高く、コントラクトの実装によってはネイティブトークンにないセキュリティ上のリスクが発生する場合がある。カルダノのマルチアセット台帳は独自トークンをADAと同等のネイティブトークンとして発行できるため、単純な送受信などにおいてはスマートコントラクトが不要である。これにより低コスト・高セキュリティなトークンの発行が実現する。
非代替性トークン（NFT）として発行することも可能であり、ERC-721のようなトークンを発行する場合も上記の利点は同様である。

### 多様なアプリケーション開発手段
カルダノのスマートコントラクト「Plutus」（プルータス）にはHaskell用ライブラリが用意されているが、開発環境やツールを利用することでJavaScript・TypeScript・Python・ノンプログラミングなどによる開発を行うこともできる。
ここでは開発環境やツールの一例を示す。
Marlowe（マーロウ）
「Marlowe」は開発者の技能に合わせてコーディングエディタからグラフィカルユーザインタフェースベースのエディタまで様々な開発ツールを提供し、コーディングやデバッグをサポートする開発環境である。専用プログラミング言語である「Marlowe」の他、広く普及しているJavaScriptを用いた開発や、Blocklyによるノンプログラミング開発を行うことができる。
Aiken
「Aiken」はオープンソースなカルダノのスマートコントラクト開発環境・ツールキットである。専用言語としてシンプルな関数型言語「Aiken」を持つ。人気の高いコーディングエディタであるVS CodeやNeoVimとの統合も備えている。
plu-ts
「plu-ts」はカルダノのTypeScriptライブラリであり、オンチェーンコードとオフチェーンコードの両方をTypeScriptのみで記述することができる。
opshin
「opshin」はカルダノのスマートコントラクトをPythonの記法でコーディングするためのプログラミング言語であり、オンチェーンコードとオフチェーンコードの両方をPythonのみで記述することができる。
Milkomeda C1
「Milkomeda C1」はdcSpark社の開発するEVM互換のサイドチェーンである。Solidityで記述されたコントラクトを動作させることができるため、イーサリアム上のアプリケーションの開発者がそれまでの知識やリソースを活用しながらカルダノ上での開発に参入することを可能にする。

### ガバナンスを組み込んだプロトコル
プロジェクトが真に分散化されるためには、長期に渡る維持と改良を分散化された方法で行うことができる機能も必要である。開発者のみがそのプロジェクトの将来を決定できることは完全な中央集権である一方、様々な意見を受け入れると最終的にはビットコインに代表されるようにプロジェクトの分裂を招く。カルダノではこのような問題を解決する仕組みを予めプロトコルに組み込んでいる。
・投票システムは、ネットワーク参加者にカルダノの改良案を提示する能力と、その提案に対して賛成・反対を投票する能力を付与する。
・トレジャリーシステムは、将来のネットワーク開発の資金源をプロトコル上で保持する。すべてのトランザクション手数料からわずかな額がプールされ、投票システムによってプロトコルの改良が決定された際に提案者らへ開発資金として提供される。資金は特定の参加者によって管理されることはなく、プロトコルによってネットワーク上に独立して維持される。
投票システムとトレジャリーシステムの完成によりカルダノは将来、カルダノ財団・IOG(IOHK)・Emurgoから独立したプロジェクトとなることができる。これは管理者のいない真に分散化されたシステムとして完成することを意味する。

### 透明性の高い開発プロジェクト
・開発中のコードはGitHubのパブリックリポジトリに公開されている。
・開発の各部門より「開発レポート」が公開される。
・毎週金曜日にIOG(IOHK)より「週間レポート」が公開される。
・週間のレポートとは別に「Cardano Updates」にて、リポジトリの更新内容より自動生成された日次レポートを見ることができる。

## 採用事例
ここではカルダノブロックチェーンの採用事例のうち、主要なものを示す。
（その他の採用事例についてはCardanoCube.ioなどで確認することができる。）
エチオピア - 教育資格証明
エチオピア政府の教育省は、教育資格証明システムにカルダノの分散型ID（DID）技術であるAtala PRISMを採用している。
ジョージア国 - ジョージアワインの品質証明
ジョージア国の国立ワイン庁は、ジョージアワインの品質証明システムにカルダノを採用している。
Switzerland for UNHCR - 難民救済活動
Switzerland for UNHCRは、ブロックチェーンを活用した難民救済活動にカルダノを採用している。
UAE・ドバイ警察 - 分散型犯罪捜査システム
UAEのドバイ警察はブロックチェーンを活用した高セキュリティな分散型犯罪捜査システムの開発にカルダノを採用している。
World Mobile社 - エコシステム構築
通信事業者World Mobileは、ネットワーク利用者とインフラ提供者を繋ぐエコシステムの構築にカルダノを採用している。

## 開発における哲学

### プロジェクトの成り立ち
カルダノは、ビットコインやイーサリアムなどの暗号資産が抱えている問題を解決した暗号資産を作り上げるべく発足したプロジェクトである。暗号資産プロジェクトの多くは実験的側面が強く、運用を開始してからその問題が発覚することも少なくない。カルダノはそういった問題の発生を防ぐべく、学術的な論文をベースとした開発を行っている。設計にあたりまずは論文が作成される。作成された論文は査読を受け学会で発表される。これによりカルダノの設計は多くの学者たちによるレビューやフィードバックを受けて改善され、最終的には学術的に正しく安全な設計であることが保証される。

### 方法論
IOG(IOHK)はカルダノの開発において特に重視する方法論として、下記を挙げている。
学術研究
カルダノは他の多くのブロックチェーンとは異なり、ビットコインをはじめとする他の暗号資産プロジェクトが開発した技術的基盤に依存しない。その代わりにIOG(IOHK)は研究者と共に基礎研究を行い、そのほとんどが最高レベルの国際カンファレンスにおける発表で学術的に査読を受ける。主要コンポーネントや機能性に関する作業は、このような研究により何が可能でどの方法が最適かを見定めることから始まる。
プロトタイピング
研究チームと連携しながら、技術プロトタイピングチームが研究で説明されている通りの機能性とアプローチを具現化する実験を行う（概念実証）。この目的は、「論理的に可能」を「実際に可能」にすることである。またこの間、現実世界での実装から技術的および機能的課題について学びながら、実際の製品を構築する技術仕様の作成を可能にしていく。
技術仕様
研究とプロトタイピングが連携し、想定される機能性と動作を定める技術仕様が作成される。これにより最終的に実装するコードが確実に研究の目指すビジョンを反映し、必要な機能性が組み込まれ、技術的に適したものになる。
形式手法による開発
IOG(IOHK)のエンジニアは開発を行う際、ソフトウェアが想定した通りに正確に作動するかテストするために数学的な形式手法を駆使している。カルダノの開発では航空産業用ソフトウェア・宇宙飛行用システム・大規模なバンキングソフトウェアといったミッションクリティカルなプログラムと同レベルの厳密さを、ブロックチェーン開発で初めて採用している。
関数型プログラミング
IOG(IOHK)では関数型プログラミング言語、特にHaskellを愛用している。関数型プログラミング言語は、他の言語に比べてあいまいさや人的エラーを抑えられるばかりでなく、数学的見地からテストや検証が行いやすいことから、保証性に優れた形式手法の採用という開発方針を補強する。

## 開発計画
初期の開発計画として、カルダノロードマップが公開されている。
ここでは以下に計画の概略を示す。
開発は、Byron（バイロン）・Shelley（シェリー）・Goguen（ゴーグエン）・Basho（バショウ）・Voltaire（ボルテール）の5期に分かれている。各期は特定の機能性に基づいて設定されている。
各期の成果は順を追って配信されるが、作業は機能別に並行して行われており研究・プロトタイピング・開発が同時進行している。
各期のアップデートはGoguenのようにいくつかに細分化してリリースされる場合がある。
- Byron - 2017年9月
- Shelley - 2020年7月
- Goguen
  - Allegra - 2020年12月
  - Mary - 2021年3月
  - Alonzo - 2021年9月
- Basho (開発中)
  - Vasil (Babbage PV7) - 2022年9月
  - Valentine (Babbage PV8) - 2023年2月
- Voltaire (開発中)
  - Chang (Conway) - 2024年

### Byron
2017年9月29日にリリース。
プロジェクト開始から2年後の2017年にメインネットが開始し、Byron期が始まる。
Byron期にはIOG(IOHK)の開発するフルノードウォレットである「Daedalus」（ダイダロス）と、Emurgo（エマーゴ）が開発するライトウォレット「Yoroi」（ヨロイ）が配信された。

### Shelley
2020年7月30日にリリース。
Shelley期はネットワークの分散化に焦点を当てている。
Byron期のネットワークはまだ中央集権の状況であったが、Shelley期にはステーキングのシステムが導入されノードがコミュニティによって実行されるようになった。
主なノードは「ステークプール」として稼働し、ADAの保有者からステークの委任を受けてブロックを生成している。
ステークプールがブロックを生成するとネットワークから報酬が発生し、委任者に分配される。

### Goguen
2021年9月12日にリリース。
Goguen期はスマートコントラクトプラットフォームの提供に焦点を当てている。
マルチアセット台帳の実装による独自トークンの発行、スマートコントラクトプラットフォームの実装によるDApps・DeFiアプリケーションの構築が可能となった。

### Basho
Basho期はプロトコルの最適化・スケーラビリティの改良・ネットワークの相互運用性に焦点を当てている。
スマートコントラクトの改良やメインチェーンと相互運用性を持つサイドチェーンの導入などにより、チェーン規模の拡大・大量のトランザクションを伴うアプリケーションのサポートが強化された。
セカンドレイヤー技術である「Hydra」（ハイドラ）や、チェーンの完全同期に要する時間を大幅に短縮する技術「Mithril」（ミスリル）も開発中である。

### Voltaire
Voltaire期はガバナンスに焦点を当てている。
プロジェクトが真に分散化されるために必要な投票システムをプロトコルに組み込む。
ガバナンスシステムの稼働（および移行期間の終了）により、カルダノ財団・IOG・Emurgoの持つチェーンに対するアップデート管理権限がコミュニティに完全移行され、以降は特殊権限を持つ管理者の存在しないチェーンとなる。
投票システムの一部は「Project Catalyst」によりShelley～Goguen期にかけて先行的に実施されている。

## 歴史及び予定

### Byron期 以前
2015年2月10日
カルダノ財団が設立される。
2015年6月1日
IOHKが設立される。
2016年9月13日
カルダノ財団が法人化。
2016年9月25日
カルダノの開発が開始。
2017年3月1日
テストネット0.3が稼働。
2017年7月7日
テストネット0.5が稼働。

### Byron～Shelley期
2017年9月29日
Byronがリリースされ、メインネットが稼働。
2017年10月2日
専用通貨ADAが暗号通貨取引所Bittrexに上場。
2017年10月14日
東京にて、ローンチを記念するイベント「CARDANO LAUNCH Event」が開催される。
2017年11月1日
ロードマップが公開される。
2017年11月7日
スペイン・バルセロナのホテル「Hotel Ginebra Barcelona」がADA決済の導入を発表。世界初のADA決済事例となる。
2017年11月20日
韓国の暗号通貨取引所UPbitにて、韓国ウォンでの取引が開始。ADA初のフィアットマーケットとなる。
2017年12月20日
ギリシャのギリシャの国立研究ネットワークGRNETが、大学の学位の証明にCardano Enterpriseを採用することを発表。Cardano Enterprise初のユースケースとなる。
2017年12月23日
大阪の料理店「ふくろうのすばこ」にて、世界初のカルダノ財団立会いによるADA決済が行われる。その様子はFacebookにて動画配信された。
2018年4月
論文「Stake-Bleeding Attacks on Proof-of-Stake Blockchains」公開
2018年5月
・エチオピア政府とMOU締結
・Emurgo、シンガポールに同名の新会社を設立（CEO 児玉 健 氏）、日本に設立されていた会社は「Emurgo Japan」となる。
2018年6月
・Jeff Pollack氏、最高財務責任者としてIOHKに入社
・IOHK、Googleロンドンオフィスの招待を受け訪問
2018年8月
・論文「Reward Sharing Schemes for Stake Pools」公開
・論文「Marlowe: financial contracts on blockchain」公開
・論文「Account Management and Stake Pools in Proof of Stake Ledgers」公開
2018年10月
・論文「Ouroboros Genesis: Composable Proof-of-Stake Blockchains with Dynamic Availability」公開
・論文「Ouroboros-BFT: A Simple Byzantine Fault Tolerant Consensus Protocol」公開
・論文「The Combinatorics of the Longest-Chain Rule: Linear Consistency for Proof-of-Stake Blockchains」公開
・IOHKとEmurgo、Cardano Fandation議長Michael Parsons氏の問題について公開書面を出す。
・Emurgo、Yoroiリリース
・Emurgo、SOSVとアクセラレーター「dLAB;;emurgo」を発表
2018年11月
・論文「Parallel Chains: Improving Throughput and Latency of Blockchain Protocols via Parallel Composition」公開
・論文「Ouroboros Crypsinous: Privacy-Preserving Proof-of-Stake」公開
・Nathan Kaiser氏、法律顧問としてIOHKに入社
2018年12月
・PlutusFest 開催
・Nathan Kaiser氏（IOHK法律顧問）がCardano Fandation議長に就任
・Manmeet Singh氏（Emurgo最高投資責任者）とDomino Burki氏（Du Lac Capital Ltdの運営パートナー）がCardano Fandation評議員に就任
2019年1月
・論文「Proof-of-Stake Sidechains」公開
・Emurgo、大手デジタル投資銀行Y2Xと戦略投資、長期パートナーシップ
・Emurgo Academy IndiaのCEOにVenkatesan Ellappan氏が就任
2019年2月
・論文「Sonic: Zero-Knowledge SNARKs from Linear-Size Universal and Updateable Structured Reference Strings」公開
・Emurgo、インドでのブロックチェーン教育ビジネスを開始
2019年3月
論文「Decreasing Security Threshold Against Double Spend Attack in Networks with Slow Synchronization」公開
2019年4月
・Shelley正式仕様が完成
・MiamiにてIOHK Summit開催、Atalaを発表
・Emurgo、Public Chain Technology Allianceに加盟
2019年5月
・モンゴル政府とMOU締結
・「炭火焼肉たむら」がADA決済を導入
2019年6月
・Shelley セルフノードテストネット稼働
・ジョージア国政府とのパートナーシップ
・Emurgo、デジタル資産活用のためのChamber of Digital Commerceに参加
・吉田 洋介 氏、Emurgo JapanのCEOに就任
2019年7月
・Emurgo、Binanceとともに貧困問題解決への取り組み開始を発表
2019年8月
・論文「Ouroboros Chronos: Permissionless Clock Synchronization via Proof-of-Stake」公開
・論文「Cryptocurrency Egalitarianism: A Quantitative Approach」公開
・Emurgo、韓国政府公認ゲーム業界団体とMOU締結
2019年9月
・Plutus and Marlowe in the spotlight at WyoHackathon 2019
・ADA上場2周年イベント開催
2019年10月
・IOHK、NewBalanceへ「NB Realchain」システムの開発を発表
・Cardano Fandation、COT Inetworkと決済に関し提携
2019年11月
Shelleyテストネットに向けてスナップショットを実施。
2019年12月
Shelleyテストネット開始。

### Shelley～Goguen期
2020年7月30日
・Shelleyメインネット開始。
・メインネットのノードの運用について、IOG(IOHK)からコミュニティ（ステークプール）への移行が開始。
2020年12月16日
ShelleyからGoguenへの移行のための第1段階であるAllegraアップデートが行われた。
2021年3月1日
ShelleyからGoguenへの移行のための第2段階であるMaryアップデートが行われた。
2021年3月31日
メインネットのノードの運用について、IOG(IOHK)からコミュニティへの完全移行が達成された。
2021年4月30日
IOHK、通信会社World Mobile Groupとの提携を発表。
2021年5月
ShelleyからGoguenへの移行のための第3段階であるAlonzoアップデートについて、専用テストネットによる検証を開始した。Alonzoの最初の専用テストネット「Alonzo Blue」が稼働し、シンプルなスマートコントラクトの検証を小規模の参加者で行う。
2021年6月8日
テストネットにてカルダノ史上最初のスマートコントラクトが実行され、正常に機能したことが確認された。
2021年7月
Alonzoの専用テストネット「Alonzo White」が稼働。参加者を増員しBlueで実施された基本検証を行うことに加え、提携パートナーの開発するDApps・DeFiアプリケーションを用いた検証を開始。
2021年8月
Alonzoの専用テストネット「Alonzo Purple」が稼働、ハードフォークに向けた最終テストを行う。
2021年8月25日
ADAが日本でBITPOINTに上場。日本の取引所としては初の取り扱いとなる。
2021年9月1日
公開テストネットにてAlonzoハードフォークを実施、スマートコントラクトが利用可能となった。
2021年9月12日
メインネットにてAlonzoハードフォークを実施、スマートコントラクトが利用可能となった。
2021年9月25〜26日
イベント「Cardano Summit 2021」をオンラインとオフラインの両方で開催。
2021年11月
IOG(IOHK)とSingularityNET(AGIX)がERC-20 Converterのテストを開始。
2021年12月5日
SundaeSwapがCardanoのスマートコントラクトを使用したDEXをテストネットに公開。
2021年12月7日
AGIX ERC-20 Converterの公開テストを開始。
2021年12月8日
P2P接続ネットワークのセミパブリックテストを開始。
2022年1月20日
SundaeSwapがCardanoのスマートコントラクトを使用したDEXをメインネットでローンチ。。
2022年2月14日
ドイツのフランクフルト証券取引所にADA連動のETPが上場。

### Goguen～Basho期
2022年2月28日
スケーラビリティを強化するノード大型アップデートを実施。
2022年3月28日
dcSpark社がCardanoのEVM互換サイドチェーンMilkomeda C1をローンチ。
2022年4月18日
SingularityNETがAGIX ERC-20 Converterを公開。
2022年6月
IOG(IOHK)がEVM互換サイドチェーンのテストを開始。
2022年9月19日
スマートコントラクトやスケーラビリティを強化するVasilアップデートを公開テストネット（Pre-production）で実施。
2022年9月22日
スマートコントラクトやスケーラビリティを強化するVasilアップデートをメインネットで実施。
2022年11月18日
IOG、プライバシーに焦点を当てたサイドチェーン『Midnight』を発表。
2023年2月14日
他チェーンとの相互運用性を強化するValentineアップデートを実施。

### Basho～Voltaire期
2023年4月11日
Web3に焦点を当てたウォレット『Lace』がリリース。
2023年5月30日
新たなスマートコントラクト構築ツール『Marlowe』への早期アクセスを開始。
2023年6月
米国証券取引委員会はBinanceとCoinbaseに対する訴状の中でADAを含む複数の暗号資産を有価証券であると主張、後日IOGは反論を公開。
2023年7月12日
カルダノの開発・運用をコミュニティ主導で運営するための組織『Intersect』が発足。
2023年8月17日
Intersect、カルダノのガバナンス機能テストネットである『SanchoNet』の始動を発表。
2023年11月13日
IOG、サイドチェーン『Midnight』の開発ネット始動を発表。
2023年12月3日
IOG、Hyperledgerと協力してAtala PRISM関連技術である『Open Enterprise Agent』の開発を進めていることを発表。
2023年12月12日
カルダノ財団、オープンソースの分散型ID（DID）ウォレット『Identity Wallet』を発表。
2023年12月16日
IOG、カルダノの開発リポジトリ群をIntersectへ委譲し、開発管理者から開発メンバーとなる。
2023年12月20日
カルダノ財団、ブラジル政府出資の大手エネルギー企業ペトロブラスとパートナーシップを締結。
2024年8月1日
PreviewテストネットにてChangハードフォーク第一弾を実施。
2024年9月1日
メインネットにてChangハードフォーク第一弾を実施、オンチェーンガバナンス機能が実装された。

## 用語
ADA (エイダ)
カルダノのブロックチェーン上で取引される通貨。名称は19世紀のイギリスの貴族の女性エイダ・ラブレスに由来する。
Basho (バショー)
カルダノの4番目のメジャーリリースの名称。名称は江戸時代前期の俳諧師、松尾芭蕉に由来する。
Allegra (アレグラ)
ShelleyからGoguenに移行するための1段階目のアップデートの名称。トークンロックの仕組みが導入された。
Alonzo (アロンゾ)
ShelleyからGoguenに移行するための3段階目のアップデートの名称。スマートコントラクトが利用可能となった。名称はアメリカの論理学・数学者、アロンゾ・チャーチに由来する。
Atala PRISM (アタラ プリズム)
IOGとHyperledgerが共同開発する、カルダノチェーンを利用した分散型ID（DID）技術。
Babbage (バベッジ)
カルダノネットワークの時代の一つ。Vasilアップデートによって開始する。名称はイギリスの数学・哲学・計算機科学者、チャールズ・バベッジに由来する。
Byron (バイロン)
カルダノの最初のメジャーリリースの名称。2017年9月29日に、メインネットの稼働開始と共にリリースされた。名称はエイダ・ラブレスの父、ジョージ・ゴードン・バイロンに由来する。
CIP - Cardano Improvement Proposals
カルダノ改善提案。ビットコインの「BIP」やイーサリアムの「EIP」に相当する。
CIP-1694
カルダノのガバナンス設計として採用されたCIP。
Daedalus (ダイダロス)
IOG(IOHK)が開発する、ウォレットアプリケーション。ADAやネイティブトークンの送受信のほか、ステーキングのための「委任」を行う事ができる。起動中はバックエンドでカルダノのフルノードとして動作する。
Emurgo (エマーゴ)
カルダノのブロックチェーン技術の推進を担うブロックチェーンコンサルティング企業。技術教育やベンチャーキャピタルなど、ブロックチェーン技術を利用したい企業を全面的に支援する。名称は「出現する」という意味のラテン語「Emergo」に由来する。前身は、カルダノプラットフォーム上でゲームを提供する予定であった「CARDANO GAMING GROUP」。
eUTXO - Extended UTXO
ビットコインなどで採用されているUTXOモデルを、スマートコントラクトのために拡張したもの。
Epoch (エポック)
プロトコルによって定められたカルダノブロックチェーンの時間の単位。Epochは複数のSlotから成る。
Goguen (ゴーグエン)
カルダノの3番目のメジャーリリースの名称。名称はアメリカの計算機科学者、ジョセフ・ゴーグエンに由来する。
Hydra (ハイドラ)
カルダノのスケーラビリティを高める、レイヤー2(セカンドレイヤー)技術。オフチェーンでトランザクションを高速に処理可能なアプリケーションの開発を実現する。
Intersect (インターセクト)
カルダノの開発・運用をコミュニティ主導で運営するために設立された組織。誰でも参加することができる。
IOG - INPUT OUTPUT Global（旧名称：IOHK）
カルダノの設計・開発を担う研究開発企業。Charles HoskinsonとJeremy Woodによって設立された。企業のスローガンは「Cascading disruption」(連鎖的な波及効果)。カルダノの他に、イーサリアム・クラシックなどの開発も行っている。旧名称はIOHK(INPUT OUTPUT Hong Kong)。
ITN - Incentivized Testnet
Shelley期に行われたステーキングのテストネット。参加者にはメインネットにて報酬が付与された。
Lace (レース)
IOGが開発する、ライトウォレット。カルダノのWeb3を気軽に利用できるようにすることをコンセプトとしており、他のウォレットと比較してシンプルで理解しやすいインタフェースを持つ。
Lovelace (ラブレス)
ADAを小数点で表した際の最小単位。1Lovelaceは0.000001ADAであり、1ADAは1,000,000Lovelace。
Mary (メアリー)
ShelleyからGoguenに移行するための2段階目のアップデートの名称。カルダノ上で独自のトークンを発行することが可能となった。
Marlowe (マーロウ)
IOG(IOHK)が開発するスマートコントラクト開発言語および開発環境の一つ。開発されたコントラクトはPlutus(Plutus Core)を介して動作する。ネイティブ開発と比較し、より金融に特化している。開発者はスマートコントラクトの深い知識がなくても、従来の知識を活用してスマートコントラクト開発を始めることができる。プログラミングには詳しくない開発者に向けて、視覚的な操作のみでコントラクトを構築できる「Meadow」(メドウ)も搭載される。
Milkomeda（ミルコメダ）
dcSpark社の開発するEVM互換のサイドチェーン。イーサリアムのアプリケーション開発言語であるSolidityで書かれたスマートコントラクトを動作させることができる。Cardanoに対応した「Milkomeda C1」ではアプリケーションの利用者はラップトークンによってADAで手数料を支払うことができる。
Midnight（ミッドナイト）
IOGが開発する、カルダノのサイドチェーン。プライバシーに焦点を当ており、ゼロ知識証明などの技術が活用されている。
Mithril（ミスリル）
IOG(IOHK)が研究するスケーラビリティに優れた署名技術。フルノード開発に応用することで、従来より高速なチェーン同期が実現可能となる。
Ouroboros (ウロボロス)
カルダノのProof of Stakeアルゴリズム。
Ouroboros Chronos (ウロボロス クロノス)
Ouroborosの「クライアントの時計が正しくない場合に同期が不可能となる」という特徴を解決するプロトコル。
Ouroboros Genesis (ウロボロス ジェネシス)
Ouroboros Praosを改善したアルゴリズム。ノードが高速かつ安全にネットワークと同期することを可能にする。
Ouroboros Praos (ウロボロス プラオス)
Ouroborosを改善したアルゴリズム。ポルカドットのPoSアルゴリズムであるBABEの基礎にもなっている。Praos とは「落ち着いている」・「穏やかである」という意味である。
Plutus (プルータス)
カルダノでネイティブなスマートコントラクトを記述するためのプログラミング言語。強い型付けを持つ関数型言語である。
Project Catalyst (プロジェクト カタリスト)
カルダノエコシステムへの貢献者に対し、オンチェーンで出資を行う仕組み。出資の是非をネットワーク参加者による投票で決定する。Voltaireのガバナンス機能の一部をパイロット版として実装したものであり、IOGによって運営されている。
SCRAPE
Ouroborosで用いられる乱数生成アルゴリズム。スケーラビリティに優れている。
Shelley (シェリー)
カルダノの2番目のメジャーリリースの名称。名称はイングランドのロマン派詩人、パーシー・ビッシュ・シェリーに由来する。
Slot (スロット)
プロトコルによって定められたカルダノブロックチェーンの時間の単位。Epochを更に分けたもの。
Slot Leader (スロットリーダー)
当該スロットにおいて、ブロックを生成する権利を得たノード。生成を行うことでPoSの報酬を受け取ることができる。
SPO - Stake Pool Operator (ステークプールオペレータ)
ステークプールを運用する組織または人物のこと。カルダノネットワークのバリデーター。
Stake Pool (ステークプール)
トークン保有者から委任を受けてステーキングを行うノードのこと。保有者は資産を他人に渡すことなくブロックを生成権のみをプールに委任することで安全にステーキングを行うことができる。委任されていれば保有者が行うことは特になく、委任先のプールが正常に稼働していれば報酬を受け取ることができる。プールの運用に問題があると報酬額が少なくなることや報酬が発生しないことがあるため、運用者の情報を確認し良質な委任先を選択することが必要である。なお「送金」と「委任」は根本的に異なり、ステークプールがステーキングのために「送金」を求めることはない。
Valentine (バレンタイン)
Basho期に実施される他チェーンとの相互運用性の強化に関するアップデートの名称。名称は実施日がバレンタインデーであることに由来する。
Vasil (バシル)
Basho期に実施されるスマートコントラクトやスケーラビリティの強化に関するアップデートの名称。名称はカルダノコミュニティの長年に渡る貢献者であった故 Vasil St. Dabov 氏に由来する。
Voltaire (ヴォルテール)
カルダノの6番目のメジャーリリースの名称。名称はフランスの哲学者、ヴォルテールに由来する。
Yoroi (ヨロイ)
Emurgoが開発するライトウォレット。フルノードであるダイダロスとは異なり、チェーンを同期する代わりに信頼できるノードからチェーン情報の提供を受けることでより早く動作する。スマートフォンアプリ版とブラウザ拡張機能版が存在する。ブラウザ拡張機能ではイーサリアムにおける「MetaMask」のように、Web上のアプリケーションと連携する機能を持つ。
カルダノ財団 (Cardano Foundation)
スイスのツークに本拠地を置く非営利団体。カルダノ関連技術の規格化やコミュニティのサポートを担っている。
還元
メインネット稼働以前に「証明書」として発行されたIOUをADAと交換する作業。ダイダロスにて行うことができる。
証明書
ダイダロスにてADAと交換可能なIOU。証明書はプレセールにて発行されたもののみが存在しており、それ以外は発行されていない。